# Föreningsbanken
Föreningsbanken AB var en affärsbank som bildades 1992 genom ett samgående mellan Sveriges Föreningsbank, Föreningsbankernas Bank och drygt trehundra lokala Föreningsbanker, tidigare benämnda Jordbrukskassor, anslutna till Sveriges Föreningsbankers Förbund. 

## Historik
Den första jordbrukskassan grundades 1915 i Västerhaninge. År 1956 infördes en ny jordbrukskasselag och 1958 bildades Jordbrukets Bank, senare namnändrad till Föreningsbankernas Bank, som en affärsbank och serviceorgan för jordbrukskassorna. De senare ändrar sina namn till föreningsbanker 1974.

## Omorganisation inom Föreningsbanksrörelsen 1992
Föreningsbanksrörelsen bestod före bildandet av Föreningsbanken av drygt 300 lokala föreningsbanker, vilka var medlemmar i den centrala
föreningsbanken Sveriges föreningsbank, den enda banken i detta sammanhang som innehade oktroj för att bedriva bankverksamhet. De lokala
föreningsbankerna hade som huvudverksamhet att bedriva utlåning till allmänheten, samtidigt som de för sin upplåning hänvisade till Sveriges föreningsbank. De lokala föreningsbankerna och den centrala föreningsbanken betraktades utåt som en enhet, men de lokala föreningsbankerna var formellt självständiga juridiska personer med egna, sammanlagt omkring 840 000, medlemmar med obligatoriska och frivilliga ägarinsatser. 
Föreningsbankerna ansåg sig från 1991 inte klara sin kapitalförsörjning, till följd av sin kreditexpansion, statens kapitalkrav och kraftigt ökade kreditförluster under 1991 och 1992. De hamnade i en akut kapitalsituationen, med svårigheter att anskaffa nödvändigt nytt kapital på både kort och lång sikt. Fusionen av de lokala föreningsbankerna och den centrala föreningsbanken motiverades av detta akuta behov av att förstärka kapitalbasen.
Fusionen krävde lagändringsbeslut beträffande bland annat Föreningsbankslagen (1987:620).

## Fusion med Sparbanksrörelsen 1997
Föreningsbanken bildade 1997 FöreningsSparbanken, senare namnändrad till Swedbank, genom ett samgående med Sparbanken Sverige.